# 琵琶街道
琵琶街道，是中华人民共和国江苏省徐州市鼓楼区下辖的一个乡镇级行政单位。

## 行政区划
琵琶街道下辖以下地区：
琵琶社区、万寨社区、台子社区、李沃社区、八里社区、殷庄社区、滨河社区、清水湾社区和琵琶花园社区。